# يحيى سكاف
يحيى محمد سكاف (أبو جلال؛ وُلد في 15 ديسمبر 1959 في بحنين) هو أحد المفقودين اللبنانيين في السجون الإسرائيلية. هو من مواليد المنية في شمال لبنان، يُعتقد بأنه اعتقل من قبل السلطات الإسرائيلية في 11 مارس 1978 أثناء مشاركته دلال المغربي في عملية الساحل العسكرية حيث اختطفوا حافلة تقل ركاب إسرائيليين على طريق ما بين حيفا وتل ابيب. بينما تدّعي إسرائيل بأنه قتل خلال المعركة ولم يتم العثور على أثر له، يؤكّد مركز الخيام الذي يهتم بشؤون الأسرى اللبنانيين في إسرائيل أن عائلته وبعض المعتقلين المفرج عنهم شاهدوه في بعض السجون.
في بداية نضاله انضم إلى الحزب السوري القومي الاجتماعي، ثم في وقت لاحق انتسب لحركة فتح للمشاركة في العمليات العسكرية ضد إسرائيل. اقترح حزب الله أن يكون يحيى سكاف جزءًا من عملية تبادل للأسرى خلال حرب لبنان عام 2006. ولكن لم يتم الوصول إلى نتيجة بخصوصه في تبادل الأسرى الذي جرى في يوليو 2008.